# Ustarasite
L'ustarasite è un minerale.